# Уалиев, Мирас Салауатулы
Мирас Салауатулы Уалиев (род. 7 июля 1996, Уштобе) — казахский самбист, чемпион Азии по боевому самбо, 3-кратный чемпион Казахстана по боевому самбо (2022, 2023,2024), бронзовый призёр чемпионата мира по боевому самбо (2022), бронзовый призёр кубок мира по боевой самбо (2023).

## Карьера
Первый 10 лет в отделе Дзюдо, со временем хобби дзюдо превратилось в профессиональный спорт. Первый тренер Мирас-Бейсенов Мураткан,
В 2020 и 2021 годах на чемпионатах Казахстана в соревнованиях по боевому самбо в весовой категории до 64 кг завоевал два раза подряд бронзовые медали.
На чемпионате Казахстана 2022 года в соревнованиях по боевому самбо в весовой категории до 58 кг завоевал золотую медаль.
На чемпионате мира 2022 года завоевал бронзовую медаль по боевому самбо в весовой категории до 58 кг.
На Кубок мира 2023 года завоевал бронзовую медаль по боевому самбо в весовой категории до 58 кг.